# Platypalpus antennalis
Platypalpus antennalis är en tvåvingeart som beskrevs av Smith 1962. Platypalpus antennalis ingår i släktet Platypalpus och familjen puckeldansflugor. Inga underarter finns listade i Catalogue of Life.